# Дженкинс, Бёрджесс
Бёрджесс Дженкинс (англ. Burgess Jenkins, род. 24 октября 1973) — американский актёр. 
Дженкинс родился и вырос в Уинстон-Салеме, штат Северная Каролина, и окончил среднюю школу Ричарда Дж.Рейнольдса и Университет Ленуар-Райн.
Он дебютировал на экране в фильме 2000 года «Вспоминая Титанов» и с тех пор появился в таких фильмах как
«Море кошмаров» (2006), «Жатва» (2007), «Смертельная жатва» (2007), «Уэсли» (2009) и «Процесс» (2010).
Дженкинс имел значимые второстепенные роли в сериалах «Холм одного дерева» (The CW, 2008—2009), «Нэшвилл» (ABC, 2012) и «Армейские жёны» (Lifetime, 2013). Он также снялся в мини-сериалах «Женись на мне» (2010) и «Кома» (2012), а также появился в эпизодах «Бухта Доусона», «Военно-юридическая служба» и «До смерти красива». В 2014 году Дженкинс присоединился к дневной мыльной опере CBS «Молодые и дерзкие», сменив Билли Миллера в роли Билли Эббота. Он был уволен из шоу осенью 2015 года.